# Shadow the Hedgehog (videogioco)
Shadow the Hedgehog (シャドウ・ザ・ヘッジホッグ?, Shadō za Hejjihoggu) è un videogioco sparatutto in terza persona della serie Sonic the Hedgehog, con protagonista l'omonimo personaggio, Shadow the Hedgehog, rivale-alleato di Sonic. Si tratta di uno spin-off della serie.
Il gioco è stato pubblicato per le console Nintendo GameCube, PlayStation 2 e Xbox nel 2005 ed in seguito ha ricevuto anche una conversione per PlayStation Network il 19 giugno 2013 in Giappone.
Shadow the Hedgehog ripercorre le oscure origini del personaggio omonimo, accennate in Sonic Adventure 2, ma mai approfondite prima. Il gioco permette di scegliere se fare di Shadow un personaggio malvagio, buono o neutrale durante la ricerca della verità sul suo passato: a seconda delle scelte effettuate, si accede a livelli e finali differenti, il che contribuisce ad aumentare la longevità del videogioco. Una volta sbloccati tali finali, si potrà accedere alla conclusione canonica. Il gioco presenta un gameplay non lineare, nel quale il protagonista può utilizzare una varietà di armi da fuoco per sconfiggere i nemici e progredire con la storia.
Il team di sviluppo voleva realizzare un gioco su Shadow per sfruttare la popolarità del personaggio e risolvere i misteri della sua storia iniziati in Sonic Adventure 2. È stato prodotto da Yuji Naka e diretto da Takashi Iizuka, il quale decise di attirare un pubblico di giocatori più adulti, introducendo elementi cupi e inappropriati per la serie, come la possibilità di usare armi da fuoco e la presenza di alcuni linguaggi volgari. Di conseguenza, si tratta del primo titolo della serie ad avere ricevuto una classificazione per età E10+ negli Stati Uniti e PEGI 12+ in Europa.
Rappresenta uno dei pochi titoli della serie a non presentare Sonic come personaggio principale e giocabile. Il gioco presenta (tranne Big the Cat e Metal Sonic) tutti i personaggi principali della serie apparsi in Sonic Heroes. Di fatto il titolo è un diretto seguito del videogioco già citato ed è anche l'ultimo a presentare le caratteristiche e gli elementi della saga degli Adventure.

## Trama
Tre mesi dopo gli eventi di Sonic Heroes, Shadow, dopo essersi separato dal Team Dark, adesso soffre di amnesia: non ha ancora alcun ricordo sul suo misterioso passato. L'unica cosa che gli viene in mente è una raccapricciante scena in cui dei militari GUN sparano ad una povera ragazza innocente, chiamata da lui stesso Maria. A parte questo, Shadow non ricorda altro, chiedendosi in che modo possa scoprire realmente il suo passato. Intanto di un misterioso esercito dei mostri alieni, noto come i Black Arms, invadono la città e radono al suolo tutto ciò che incontrano. Il loro leader, Black Doom, appare davanti a Shadow, dicendogli di portargli i sette Chaos Emerald, come promesso anni fa, per poi sparire. Il protagonista, non capendo il significato di tale frase e di averlo chiamato per nome, intuisce che per trovare le risposte sugli agghiaccianti enigmi del suo passato deve cercare i Chaos Emerald.
A questo punto si attraverseranno livelli con diverse missioni, che possono essere buone, malvagie o neutrali, che il giocatore può svolgere liberamente a scelta, il che influirà sulla storia del gioco e sull'accesso a determinate aree, ma soprattutto sull'identità del protagonista. Oltre a rendere longevo il gioco, le numerose possibilità possono infine portare a dieci conclusioni diverse:
- Malvagio puro (GUN Fortress):
  - Shadow sconfigge Sonic e il robot Diablon, ottiene l'ultimo smeraldo e li usa per distruggere la terra.
  - Shadow tradisce all'ultimo istante Black Doom, lo sconfigge ottenendo l'ultimo smeraldo e li usa per conquistare l'universo.
- Malvagio (Black Comet):
  - Shadow sconfigge Sonic e il Diablon e usa gli smeraldi per divenire un servo di Black Doom.
  - Shadow usa gli smeraldi per eliminare chiunque si metta sul proprio cammino e uccide Eggman.
- Neutrale (Lava Shelter):
  - Shadow crede di essere un androide e usa gli smeraldi per diventare più forte dell'originale Shadow, per poi uccidere Eggman.
  - Shadow crede di essere un androide e uccide Eggman, prendendo il suo impero e Omega come suo secondo.
- Eroe (Cosmic Fall):
  - Shadow usa gli smeraldi per impedire lo schianto sulla terra della colonia spaziale ARK (il luogo in cui è nato) e risparmia Eggman.
  - Shadow usa gli smeraldi per sconfiggere Black Doom, ma si rammarica di essere stato creato e di aver causato tanto male.
- Eroe puro (Final Haunt):
  - Shadow sconfigge Sonic e il Diablon e usa gli smeraldi per diventare l'essere più potente del mondo.
  - Shadow e Sonic sconfiggono Black Doom, ottengono l'ultimo smeraldo e vanno a sterminare i Black Arms per salvare il mondo.

Completando tutti i finali disponibili, si potrà accedere alla storia finale canonica.

### Storia finale
Dopo che Shadow ha raccolto tutti e sette gli smeraldi, Black Doom glieli sottrae e usa un Chaos Control per trasportare sulla superficie terrestre Black Comet, cometa e base delle Black Arms. Il malvagio alieno spiega il suo piano: disgustato dall'avidità e sete di potere degli esseri umani, secondo lui sulla "via dell’autodistruzione", Black Doom intende usare gli abitanti  come fonte di energia per le sue creature. Svela inoltre che il professor Gerald Robotnik gli aveva promesso i Chaos Emerald per completare il suo piano in cambio del suo sangue, che utilizzò per creare Shadow.
In quel momento, la cometa inizia a rilasciare un gas nervino nell'atmosfera che provoca la paralisi totale a coloro che lo inalano. Immune alla paralisi, Shadow affronta Black Doom, il quale tenta di controllare mentalmente il riccio, essendo dotati dello stesso sangue. Per il riccio sembra quindi essere giunta la fine davanti al proprio creatore, ma il Team Chaotix (Vector, Espio e Charmy) riesce ad attivare un filmato proiettato nell'intera zona, in cui Gerald rivela di aver creato l'Eclipse Cannon ("cannone eclissi") a bordo della colonia spaziale ARK per distruggere Black Comet, come espiazione per aver collaborato con Black Doom. Shadow, ritrovata la forza, utilizza i Chaos Emerald per trasformarsi in Super Shadow, e si scontra con Black Doom nel suo temibile aspetto potenziato: Devil Doom, che funge da boss finale. Dopo averlo eliminato definitivamente, Shadow usa un Chaos Control per trasportare Black Comet nello spazio e distruggerla con l'Eclipse Cannon, salvando la Terra.
Sul pianeta, il riccio nero è ora celebrato come un eroe, e il Presidente decide di rendere onore a lui e al professor Gerald Robotnik (nonostante questi abbia precedentemente tentato di distruggere il mondo). Nell'ultima scena, il protagonista osserva la terra a bordo dell'ARK con in mano una foto di Gerald e Maria, che successivamente lascia a terra lasciandosi così il passato alle spalle.

## Modalità di gioco

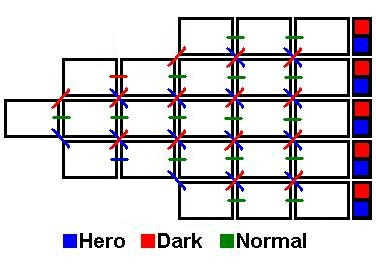
Mappa dei livelli del gioco. I colori azzurro, rosso e verde, che sono rispettivamente le missioni Hero, Dark e normali, indicano dove si procede completando tale missione.

Il giocatore manovra Shadow, che deve attraversare i livelli usando mosse come l'attacco a ricerca o, per la prima e unica volta nella saga di Sonic, utilizzando armi da fuoco (motivo per cui ordini di classificazione di videogiochi come l'Entertainment Software Rating Board (ESBR) o il Pan European Game Information (PEGI) hanno alzato il target rispetto agli altri giochi della serie). Ogni livello presenta delle missioni, che possono essere missioni da cattivo, da eroe o da neutrale, che una volta portate a termine permetteranno a Shadow di continuare sul filone narrativo corrispondente, salvo poi completare missioni che non c'entrano nel filone conduttivo che si sta seguendo (ad esempio se si completa una missione da eroe in un filone da neutrale/cattivo, si proseguirà in un filone alternativo al precedente). Esistono 5 storie, con due finali ciascuna, uno da eroe e uno da cattivo:
1. Storia Neutrale
2. Storia Semi Hero (eroe quasi puro)
3. Storia Pure Hero (eroe puro)
4. Storia Semi Dark (cattivo quasi puro)
5. Storia Pure Dark (cattivo puro)
Completando tutte le storie con tutti i finali, si può sbloccare la storia finale, chiamata "Last Story", composta dal livello "The Last Way" (diverso dagli altri per il fatto che si abbia una sola missione da completare obbligatoriamente per arrivare al boss finale, ovvero finire il livello arrivando da Black Doom) e dal boss finale Black Doom, trasformato in Devil Doom, che si affronta come Super Shadow.

## Personaggi
Shadow the Hedgehog è l'unico personaggio utilizzabile nel gioco. Al suo fianco nei vari livelli appariranno diversi personaggi di supporto che proporranno diverse missioni, che il giocatore sceglierà accedendo a differenti fasi. Tuttavia se nella modalità giocatore singolo si inserisce un secondo controller, sarà possibile controllare alcuni dei personaggi di supporto.
Personaggi di supporto:
- Sonic the Hedgehog
- Miles "Tails" Prower
- Knuckles the Echidna
- Amy Rose
- Rouge the Bat
- E-123 Omega
- Vector the Crocodile
- Charmy Bee
- Espio the Chameleon
- Dr. Eggman
- Maria Robotnik
- Black Doom/Doom's Eye

Altri:
- Cream the Rabbit
- Cheese the Chao
- Prof. Gerald Robotnik
- Comandante
- Presidente

## Accoglienza
| Testata                            | Versione | Giudizio |
| ---------------------------------- | -------- | -------- |
| Metacritic (media al 10-05-2020)   | GC       | 51/100   |
| Metacritic (media al 10-05-2020)   | PS2      | 45/100   |
| Metacritic (media al 10-05-2020)   | Xbox     | 49/100   |
| GameRankings (media al 09-12-2019) | GC       | 53.10%   |
| GameRankings (media al 09-12-2019) | PS2      | 49.27%   |
| GameRankings (media al 09-12-2019) | Xbox     | 52.15%   |

Shadow the Hedgehog ha ricevuto recensioni miste ma per lo più negative. Venne generalmente criticato per i controlli, il design dei livelli, e per l'atmosfera volutamente oscura e più adulta rispetto agli altri giochi della serie, derivante tra l'altro dall'introduzione di nuove modalità e sistemi di gioco, tra cui i linguaggi volgari e la possibilità di guidare veicoli e di usare armi da fuoco. I nuovi elementi non sono stati giudicati divertenti da alcuni critici ed acquirenti, mentre l'atmosfera più adulta è stata giudicata forzata ed inadatta rispetto al tono sempre avuto dalla serie. Altri elogiarono invece la rigiocabilità,la colonna sonora e le numerose possibilità che il giocatore può intraprendere nel gioco.
Nonostante le critiche però, il gioco ha venduto più di 2 milioni di copie, rivelandosi quindi un buon successo commerciale e ottenendo alcuni titoli importanti come "Player's Choice" su GameCube e "Platinum" su PlayStation 2.

## Adattamenti
Archie Comics ha adattato la trama del gioco due volte: la prima nell'universo originale della serie principale, la seconda in un arco narrativo post-riavvio su Sonic Universe.
Nel numero 171 di Sonic the Hedgehog Shadow riesce finalmente a scoprire il suo passato tramite un'oloregistrazione creata dallo stesso Gerald Robotnik e sua nipote Maria.
L'arco narrativo Shadow Fall (lett. "La caduta di Shadow", vedi Sonic Universe numeri 59-62), è un sequel del videogioco, in cui arriva una seconda Black Comet le cui truppe sono intente a vendicare i loro compagni caduti. Shadow è costretto ad affrontare nuovamente il suo passato per sconfiggere la nuova invasione dei Black Arms e aiutare i G.U.N. a detonare una bomba atomica dentro alla seconda Black Comet per distruggere Black Death (parente di Black Doom), Eclipse the Darkling e tutti i soldati.  
La pellicola Sonic 3 - Il film (2024) prende parzialmente ispirazione dal gioco.